# 桂南天 (2代目)
二代目 桂 南天（かつら なんてん、1967年12月27日 - ）は大阪府枚方市出身、四條畷市在住の噺家。本名∶尾崎 裕一。所属事務所は米朝事務所で、出囃子は「正月娘」。
娘は2021年に上野の森美術館大賞展で大賞を受賞した日本画家の尾崎晴。

## 来歴
大阪府立枚方西高校を経て大阪芸術大学映像学科へ進学。大学時代には、落語研究会に所属しながら、「田舎家らくだ」という芸名で落語を披露していた。落語研究会の同期生に笑福亭生喬がおり、住んでいたアパートも同じ（隣室）だった。
大学卒業後の1991年3月に、3代目桂べかこ（現3代目桂南光）へ入門。 
米朝事務所大学入学以前からべかこに入門を決意していたが、当時すでにべかこには1人弟子（桂あかべ）がいた（べかこは一度に何人もの弟子を取らない方針だった）。しかしその弟子が辞めてしまったので、大学卒業後に改めて入門を志願しに行くと、また別の弟子がいたので諦めていた。だが、直接師匠に会い何度か喫茶店や楽屋で事情を説明し、弟子にはしてもらえなかったものの、何度か自宅や落語会に足を運ぶことになる。後にべかこの弟子だった1人が辞めたため、正式に弟子として入門が許された『まもなく夜明け 米朝事務所です』に出演した際の発言より
同年8月に、桂こごろうとして豊中市瑞輪寺の「岡町落語ランド」で初高座を果たした。以降は、落語家として精進を積みながら、『桂こごろうのワイワイじゃ～なる』（ラジオ大阪）や『歌謡大全集』（ABCラジオのナイターオフ番組）などの番組でパーソナリティを務めた。「桂こごろう」という芸名は、入門当時に明智小五郎が登場する推理小説をべかこが愛読していたことに由来する（同音の別名「桂小五郎」を持つ木戸孝允にも由来しているかどうかは不明）。大師匠・桂枝雀が生存していた時期には、（大学時代の芸名にちなんで）「らくだ君」「らくだはん」と呼ばれるほど、枝雀から可愛がられていた。
落語家による草野球チーム「モッチャリーズ」のメンバーで、2004年には桂雀喜と漫才コンビ「ねこまんま」を結成
2011年6月6日には、2代目桂南天の襲名を正式に発表。当初は桂米之助の名跡を継ぐ予定だった。しかし3代目桂米朝の息子である桂小米朝が先に5代目桂米團治を襲名する準備を進めていた関係で、桂南天の襲名に至った。2012年4月からは、常盤薬品工業（「南天のど飴」名義）の後援を受けて、サンケイホールブリーゼ（大阪市）での公演を皮切りに全国12箇所で襲名披露興行を開催した。
「桂こごろう」時代から、師匠の南光がレギュラー番組を休演する場合に代役で登場することがある（例えば、2015年3月終了のMBSラジオ『ノムラでノムラだ♪』月曜日）。
2017年4月に初の独演会をサンケイホールブリーゼで開いた。
2020年に脳腫瘍を罹患したが、福島孝徳による手術を受け快癒している。

## 演目
『代脈』『動物園』『へっつい盗人』『青菜』などを得意とする。師匠の南光や大師匠の枝雀同様、前座ネタに独自の工夫を加えて演じている。2代目南天襲名前には「『動物園』のような前座ネタは襲名後にはやらないだろう」と話していたが、三代澤康司によると、襲名後にもそれらを多いときは週2回かけたり東京の若手に請われて稽古をつけたなどと言われている。
2016年1月30日に開催の「第114回上方落語をきく会」では、夜の部で「南天しごきの会」と称して、師匠の南光や大師匠の枝雀も経験した3席のネタおろし（一門の後輩・4代目桂米紫から教わった『秘伝書』、米朝ゆかりの『たちぎれ線香』、南光が練り上げた『火焔太鼓』）に挑戦した。

## 出演番組

### 「桂こごろう」名義での出演
- 痛快!エブリデイ木曜日「モーレツ! 怒りの相談室・こごろう怒りの小噺」（関西テレビ、2008年6月の番組終了まで出演）
- 歌謡大全集（ABCラジオ。ナイターオフ期間限定、牧野エミとともに2009・2010年度の金曜パーソナリティを担当）
- 笑点（日本テレビ、1999年10月31日、若手大喜利）

以下はいずれもラジオ大阪の番組
- まもなく夜明け 米朝事務所です（毎週日曜日4：00 - 5：00、2008年4月まで出演）
- 桂こごろうのパチンコパラダイス（毎週金曜日20：30 - 21：00、メインパーソナリティ）
- 桂こごろうのワイワイじゃ～なる（毎週月 - 金曜日15:00 - 17:00、メインパーソナリティ、2004年6月29日まで放送）

### 「桂南天」名義での出演
- ちちんぷいぷい（MBSテレビ）
  - 当初は月曜日の『海っ娘山っ娘』、2010年10月から木曜日（南光がレギュラーで出演中）→金曜日の『昔の人は偉かった』で、それぞれナレーターを担当。南天を襲名してからは、不定期で番組の本編に登場することもある。
- ドッキリ!ハッキリ!三代澤康司です（ABCラジオ。2013年4月3日から、前年11月に逝去した牧野の後任で水曜パートナーとして出演→2017年10月から木曜日に異動）
- 桂南天のラジオ米朝一門会（ラジオ大阪。2013年10月6日から）
- バスクリン「バスクリンくすり湯」ラジオCM（2021年まで上方落語をきく会内で放送）
- チューリッヒ保険「スーパー自動車保険」ラジオCM（ABCラジオで放送）
- NEXTをさがせ!火曜日『南天・佐ん吉の落語家の出番です!』（ABCラジオ） - 桂佐ん吉とのコンビでパーソナリティを担当。
- 御法度落語 おなじはなし寄席!（BS朝日、2021年1月30日）「書割盗人」

## 連載
- スポーツニッポン 「桂こごろうのパチンコ実践講座」

## 弟子
- 桂天吾